# Live at Buddy Guy's Legends
Live at Buddy Guy's Legends è un album live di Junior Wells, pubblicato dalla Telarc Records nel giugno del 1997. Il disco fu registrato dal vivo il 13-15 novembre del 1996 al Buddy Guy's Legends di Chicago, Illinois (Stati Uniti).

## Tracce
1. Broke and Hungry – 6:28 (Amos Blakemore)
2. Messin' with the Kid – 4:30 (Amos Blakemore)
3. Hoodoo Man – 4:16 (Amos Blakemore)
4. Little by Little – 4:05 (Amos Blakemore)
5. The Train – 5:13 (Ray Charles)
6. Sweet Sixteen – 4:40 (Al green)
7. What My Momma Done Told Me – 5:12 (Amos Blakemore)
8. Got My Mojo Working – 3:34 (Preston Foster)
9. Love Her with a Feeling – 5:13 (Lowell Fulson)
10. Help Me – 5:49 (Sonny Boy Williamson)
11. Today I Started Loving You Again – 7:22 (Bonnie Owens, Merle Haggard)

## Musicisti
- Junior Wells - voce, armonica
- Andy Wahllof - chitarra
- Stevie Lizard - chitarra
- Johnny Fingers Iguana - organo, pianoforte
- Mike Barber - tromba
- Joseph Burton - trombone
- Douglas Fagan - sassofono
- John Benny - basso
- Vernal Taylor - batteria
- Ruben P. Alvarez - percussioni